# Ocell de tempesta de Leach
L'ocell de tempesta de Leach, petrell cuaforcat o ocell de tempesta boreal (Hydrobates leucorhous) és una espècie d'ocell de la família dels hidrobàtids (Hydrobatidae), d'hàbits pelàgics que cria dins de caus a illes de la zona septentrional dels oceans Pacífic i Atlàntic, i es dispersen cap al sud, fins a l'altura del sud del Japó, les Marianes i les illes Galápagos, al Pacífic, i l'est del Brasil i Sud-àfrica, a l'Atlàntic.
Anteriorment, es va definir al gènere Oceanodroma però amb 16 espècies més d'ocells de tempesta es van desplaça a Hydrobates per evitar la parafiletisme.
Es reprodueix en illes inaccessibles a les zones més fredes del nord dels oceans Atlàntic i Pacífic. Nia en colònies properes al mar en zones ben amagades com ara esquerdes de roca, caus poc profunds o fins i tot troncs. Pon un únic ou blanc, que sovint té un anell tènue de taques porpres a l'extrem gros. Aquests ocell de tempesta és estrictament nocturn als llocs de cria per evitar la depredació de gavines i paràsits, i fins i tot evita aterrar en nits clares i il·luminades per la lluna. La colònia més gran d'ocells de tempesta de Leach es pot trobar a l'illa de Baccalieu, a l'est del Canadà, una reserva ecològica amb ~1,95 milions de parelles d'ocells segons l'última estimació del 2013.

## Descripció
L'ocell de tempesta de Leach és un ocell que mesura de 18 a 21 cm de longitud amb una envergadura de 43 a 48 cm. Com molts altres ocells de tempesta, té un plomatge totalment fosc i normalment el dors blanc. Tanmateix, existeixen individus de dors fosc a la costa oest d'Amèrica del Nord; són molt rars al nord del sud de Califòrnia, però el percentatge augmenta sobtadament a la frontera entre els Estats Units i Mèxic, on el 90-100% dels ocells reproductors tenen el dors fosc.
A Europa, es pot distingir fàcilment de l'ocell de tempesta europeu i de l'ocell de tempesta de Wilson per la mida més grossa, la cua bifurcada, el patró del dors diferent i el comportament de vol. La identificació a les Amèriques, però, resulta més difícil. A la costa atlàntica, separar aquesta espècie de l'ocell de tempesta de Madeira; la identificació implica característiques com l'extensió del blanc a la gropa i el patró de vol. Discernir aquesta espècie de les altres és probablement el més difícil a la costa del Pacífic, on la forma del dors fosc es pot confondre amb almenys tres altres espècies de ocells de tempesta completament foscos. Aquí, la identificació implica prestar molta atenció al batec de les ales i al color general. Té un vol ondulat i pica sobre l'aigua mentre recull aliments planctònics de la superfície de l'oceà. Com la majoria dels petrells, la capacitat de caminar es limita a un curt desplaçament fins al cau. Bastant comú, però es manté lluny de la costa; rarament es veu des de terra.

## Distribució i hàbitat
És estrictament pelàgic fora de la temporada de cria, i això, juntament amb els llocs de cria remots, fa que ocell de tempesta de Leach sigui un ocell difícil de veure des de terra. Només durant les tempestes aquesta espècie pot ser empesa cap als caps. A diferència de l'ocell de tempesta europeu, no segueix els vaixells. A Europa, la millor oportunitat de veure aquesta espècie és al setembre a la badia de Liverpool, entre el nord de Gal·les i Anglaterra. Els forts vents del nord-oest canalitzen la migració d'aquesta espècie cap a aquesta badia. Els ornitòlegs britànics Robert Atkinson i John Ainslie van observar les comunitats d'ocells de tempesta de Leach a les remotes illes escoceses de North Rona entre el 16 de juliol i el 12 d'agost de 1936, i a Sula Sgeir entre el 3 i el 4 d'agost de 1939. L'ocell va ser fotografiat per primera vegada al niu el 1958, a Eilean Mor, una de les illes Flannan davant la costa oest de les Hèbrides Exteriors a Escòcia, per Jo Moran.

## Ecologia

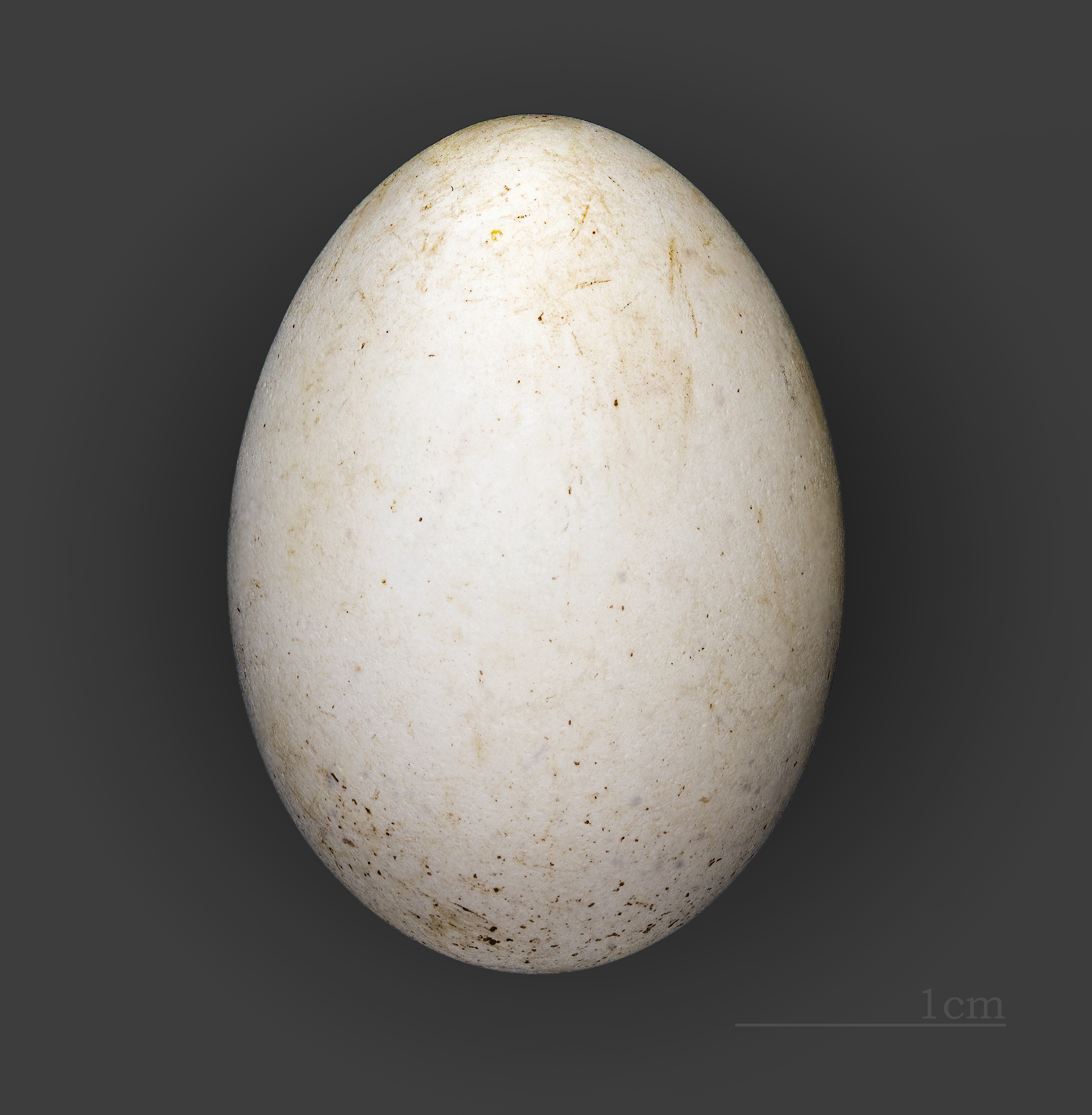
L'ou.

L'esperança de vida d'aquest ocell és inusualment llarga per a un ocell de mida tan petita, amb una mitjana de 25 anys i una vida útil màxima registrada de més de 38 anys (un ocell anellat entre 1979 i 1982 va ser recapturat el 2019 encara sa). El 2003, Haussmann et al. van descobrir que els telòmers de l'ocell s'allarguen amb l'edat, l'únic exemple conegut fins ara d'aquest fenomen. Tanmateix, aquest fenomen probablement també es produeix en altres membres dels procel·lariformes, que tots tenen una vida útil força llarga en comparació amb la seva mida.
S'alimenten principalment de plàncton, inclosos els eufausiacis, els copèpodes i una forma d'amfípode que és paràsita de les bosses gonadals de les meduses. També s'alimenten en gran manera de mictòfids (peixos llanterna), que només es troben a la superfície a la nit a l'aigua sobre el talús continental. S'ha observat que els individus s'alimenten a distàncies de fins a 1000 km de la colònia reproductora. Un individu reproductor emmagatzema lípids rics en energia en un sac anterior a l'estómac, que utilitza per mantenir-se mentre incuba l'únic ou de la posta, per alimentar el pollet o com a mecanisme defensiu quan és atrapat per un depredador, com fan molts altres procel·lariformes. Algunes proves mostren que els pares alimenten els pollets amb espècies de presa diferents de les que consumeixen ells mateixos. Els ocells progenitors també alimenten accidentalment els pollets amb restes de plàstic, que confonen amb aliments que suren a la superfície de l'oceà. Els pollets creixen fins a un pes peremplomada gairebé el doble del que tenen quan realment surten del cau a finals de setembre. Durant la migració, viatgen a aigües associades amb el corrent equatorial del nord o a aigües associades amb el corrent de Benguela. Les tempestes de tardor poden fer que aquests individus joves que volen morin al continent.

## Subespècies
Es reconeixen dues subespècies:
- H. l. leucorhous (Vieillot, 1818) — costes del Pacífic Nord i l'Atlàntic Nord.
- H. l. chapmani (von Berlepsch, 1906) — illes Coronados i illa de San Benito (Mèxic).